# شکار گرگ

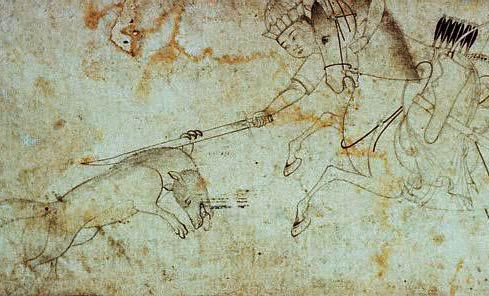
مینیاتوری از شکار گرگ در ایران قدیم

شکار گرگ عملی است که انسان از دوران نوسنگی و از ۱۲ هزار تا ۱۳ هزار سال پیش تا دوران‌های معاصر انجام می‌داده‌است. انسان‌ها، گرگ‌ها را برای تفریح، برای پوستشان، برای محافظت از گله و رمه یا در موارد نادر تنها برای محافظت از جان آدمیان می‌کشته‌اند. برخی نژادهای سگ از جمله تازی ایرلندی در شکار گرگ به انسان کمک کرده‌اند. امروزه نیز شکار گرگ برای برخی اهداف از جمله کنترل جمعیت آن‌ها صورت می‌گیرد.